# Meskó Zoltán (sportoló)
Meskó Zoltán (Temesvár, 1986. március 6. –) erdélyi magyar amerikaifutball-játékos, posztját tekintve punter. A New England Patriots, a Pittsburgh Steelers és a Cincinnati Bengals csapatoknál is játszott az NFL-ben.

## Fiatalkora és egyetemi karrierje
Két mérnök gyermekeként született Temesváron, majd a vízumlottón megnyert zöld kártyának köszönhetően családjával az Egyesült Államokba emigrált. Az iskolája amerikaifutball-csapatában fedezték fel, mint potenciális rúgó. Az ország egyik legjobb középiskolai játékosa lett, aki punterként és rugóként is jeleskedett. Miután államában a legjobbak közé került, Meskót több főiskolai csapat is megkereste.
Bár kapott megkereséseket az Indianai Egyetem, az Ohio State, az USC és a Harvard egyetemi csapataitól is, végül a Michigani Egyetem ajánlatát fogadta el, így a Michigan Wolverines játékosa lett.

## Profi karrier

### New England Patriots
A New England Patriots a 2010-es NFL Draft ötödik körében draftolta (150. helyen összességében). Ő volt az első punter vagy rúgó, akit kiválasztottak a 2010-es drafton. 2010. június 16.-án négyéves szerződést írt alá.
Újoncként a szezon 6. hetében szezoncsúcsot állított fel egy 65 yardos puntjával a hosszabbításban, aminek köszönhetően a Baltimore Ravens a saját 19 yardos vonalánál kapta meg a labdát. A Ravens nem tudott first downt szerezni, és visszapuntolt a Patriotsnak, amely a következő drive-ban pontot szerzett, és megnyerte a meccset.A 2010-es Patriots az NFL történetének hetedik legtöbb pontot szerző csapata volt; ennek eredményeként Meskó mindössze 58-szor puntolt. Újonc szezonját 43,2 yardos bruttó puntátlaggal és 38,4 yardos nettó átlaggal fejezte be, ami a legmagasabb nettó átlag újoncnak az NFL történetében.
A 2011-es szezon végén Meskó a Patriots Super Bowl XLVI keretében szerepelt. A döntő során háromszor puntolt, összesen 123 yardot (ami így 41,0 yardos átlagot jelent), bár ennek ellenére a Pats elvesztette a mérkőzést, és a New York Giants nyert.
A 2013-as előszezonban a punter pozícióért küzdött a draftolatlan Ryan Allennel. Bill Belichick végül az újonc játékost választotta Meskó Zoltán helyett. A döntés oka az volt, hogy ha Meskó maradt volna a negyedik évére, akkor 1,3 millió dollárt keresett volna, míg Allen mindössze 405 ezer dollárba került a csapatnak.  A játékost kiemelten kedvelték a szurkolók, ezért a csapattól való távozását egyes rajongók nehezményezték.

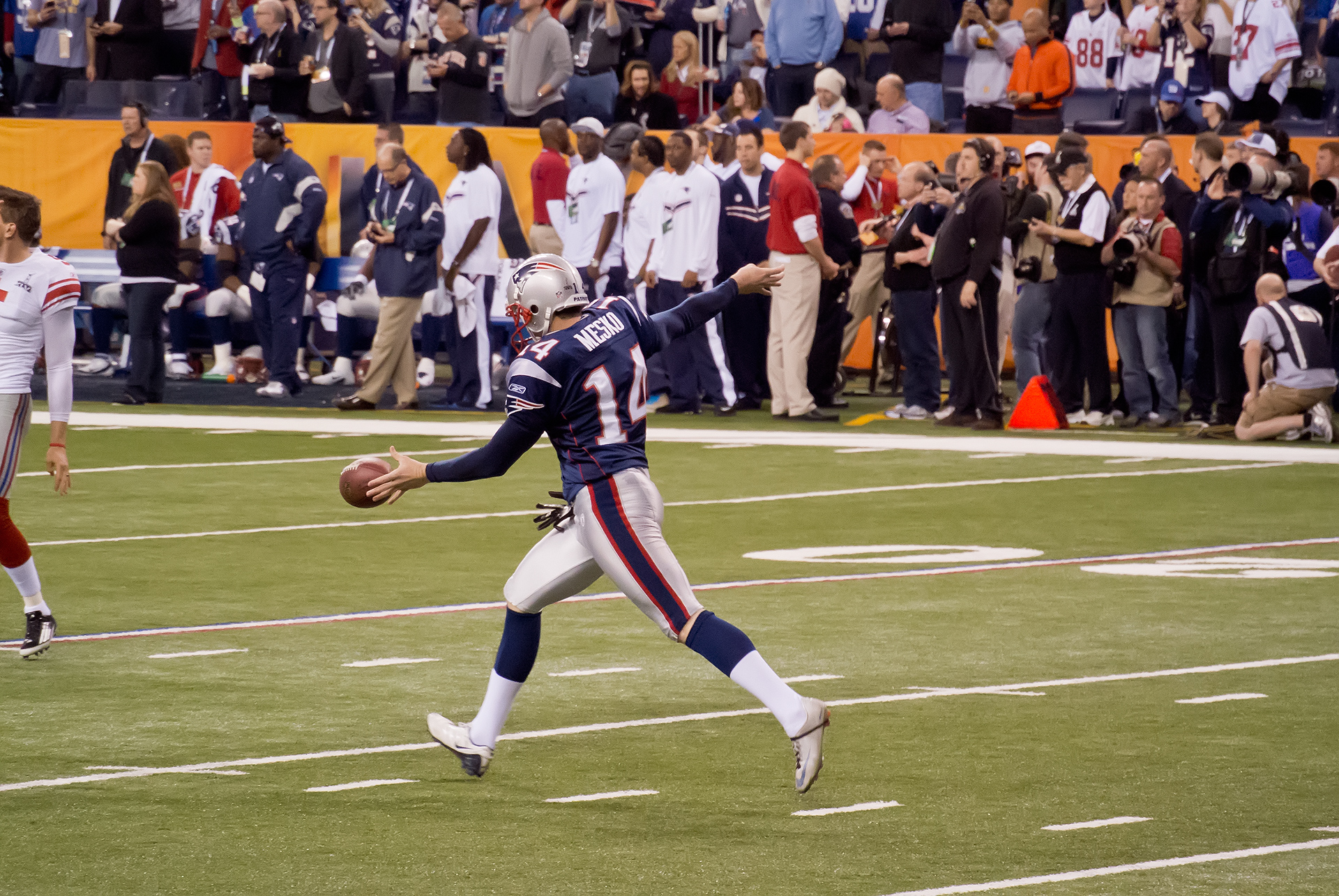
Meskó rúgása a mindenkori nézettségi rekordot döntő Super Bowl XLVI-on

„Még kérdésem sincs – mit kérdezzek? Hogy azért raktak-e ki, mert Ryannek 900 ezer dollárral kevesebbet kell fizetni, és megmaradt pénzből megerősíthetik valamelyik másik csapatrészt? Hiszen én is tudom, hogy a Patriots punterei nagyjából kétharmadszor annyit kerülnek pályára, mint egy átlagos NFL-csapat puntere, úgyhogy ezt a posztot nem tartják valami fontosnak, és ha lehet rajta tíz dollárt spórolni, megteszik – nemhogy majdnem egymilliót.”

– Meskó Zoltán visszaemlékezése önéletrajzi könyvében a kirúgás után pillanatokra, Meskó - Az NFL első kézből

### Pittsburgh Steelers
2013. szeptember 2.-án szerződött a Pittsburgh Steelers csapatához. Meskó gyerekkorában Steelers-rajongó volt, az Amerikába költözése után az egyik első vásárlása egy, a csapatot szimbolizáló dzseki volt, bár nem igazán tudta mit jelent valójában. 2013. október 29-én bocsátották el a Steelersből, mindössze 8 meccs után. Mivel technikája leromlott, a teljesítménye meggyengült, és a statisztikái is gyengék voltak, a csapat az ausztrál származású Mat McBriart választotta helyette.

### Cincinnati Bengals
Miután a 2013-as szezon során megsérült a Cincinnati Bengals első számú puntere, Kevin Huber, a csapat Shawn Powellt választotta a helyére. Vele azonban elégedetlen volt a csapat vezetése: 2013. december 31-én, miután Shawn Powell puntja egy alkalommal mindössze 10 yardot repült, az akkor szabadügynökként tevékenykedő Meskót szerződtették. A szezon végén nem hosszabbították meg a szerződését, így ismét szabadügynökké vált. 2014 elején a New York Jets és a Washington Redskins csapatával is edzett, de végül egyik csapathoz sem szerződtették.

## Fordítás
- Ez a szócikk részben vagy egészben  a   Zoltán Meskó (American football) című angol Wikipédia-szócikk ezen változatának fordításán alapul.  Az eredeti cikk szerkesztőit annak laptörténete sorolja fel. Ez a jelzés csupán a megfogalmazás eredetét és a szerzői jogokat jelzi, nem szolgál a cikkben szereplő információk forrásmegjelöléseként.